# Agrotis gouini
Agrotis gouini là một loài bướm đêm trong họ Noctuidae.